# Réczey Imre
Réczey Imre, teljes nevén: Réczey Imre Béla László Ödön Mária (Pest, 1848. augusztus 28. – Budapest, 1913. október 31.) magyar sebész, egyetemi tanár.

## Életpályája
Szülei: Réczey Imre és Martinelli Antónia voltak. 1871-ben orvosi, 1872-ben sebészdoktori oklevelet szerzett Budapesten. 1871–1876 között az egyetem sebészeti klinikáján, illetve különböző fővárosi kórházakban dolgozott. 1874–1884 között a budapesti Szent Rókus Kórház III. sz. Sebészeti Osztályának helyettes főorvosa volt. 1875–1877 között a Budapesti Orvosegyesület könyvtárnoka, 1877–1890 között másodtitkára, 1890–1892 között üléselnöke, 1892–1913 között alelnöke volt. 1876-ban a csontok és ízületek sebészeti bántalmai tárgykörből egyetemi magántanári képesítést szerzett (1876–1884). 1879–1886 között a Budapesti Királyi Orvosegyesület Évkönyve szerkesztője volt. 1884–1892 között címzetes nyilvános rendkívüli tanár volt. 1884–1892 között a III. sz. Sebészeti Fiókosztályának rendelőorvosa és az Üllői úti Közkórház III. sz. Sebészeti Osztályának rendelőorvosa volt. A Rókus Kórház, majd 1885-től az István Kórház orvosa volt. 1886–1888 között az Orvosi Hetilapot szerkesztette. 1887-től az Országos Közegészségügyi Egyesület választmányi tagja volt. 1892–1913 között a sebészet nyilvános rendes tanára; a II. sebészeti klinika igazgatója volt. 1910–1911 között az egyetem rektora volt.
Nagyon fontosak az arcplasztikai és sérvműtétei. Iskolát alapított. Halálát érelmeszesedés, szívhűdés okozta.

## Magánélete
Felesége Beregszászy Ludovika volt, Beregszászi Lajos (1817–1891) zongorakészítő lánya.
Sírjuk a Fiumei úti sírkertben látogatható (19/1-1-14).

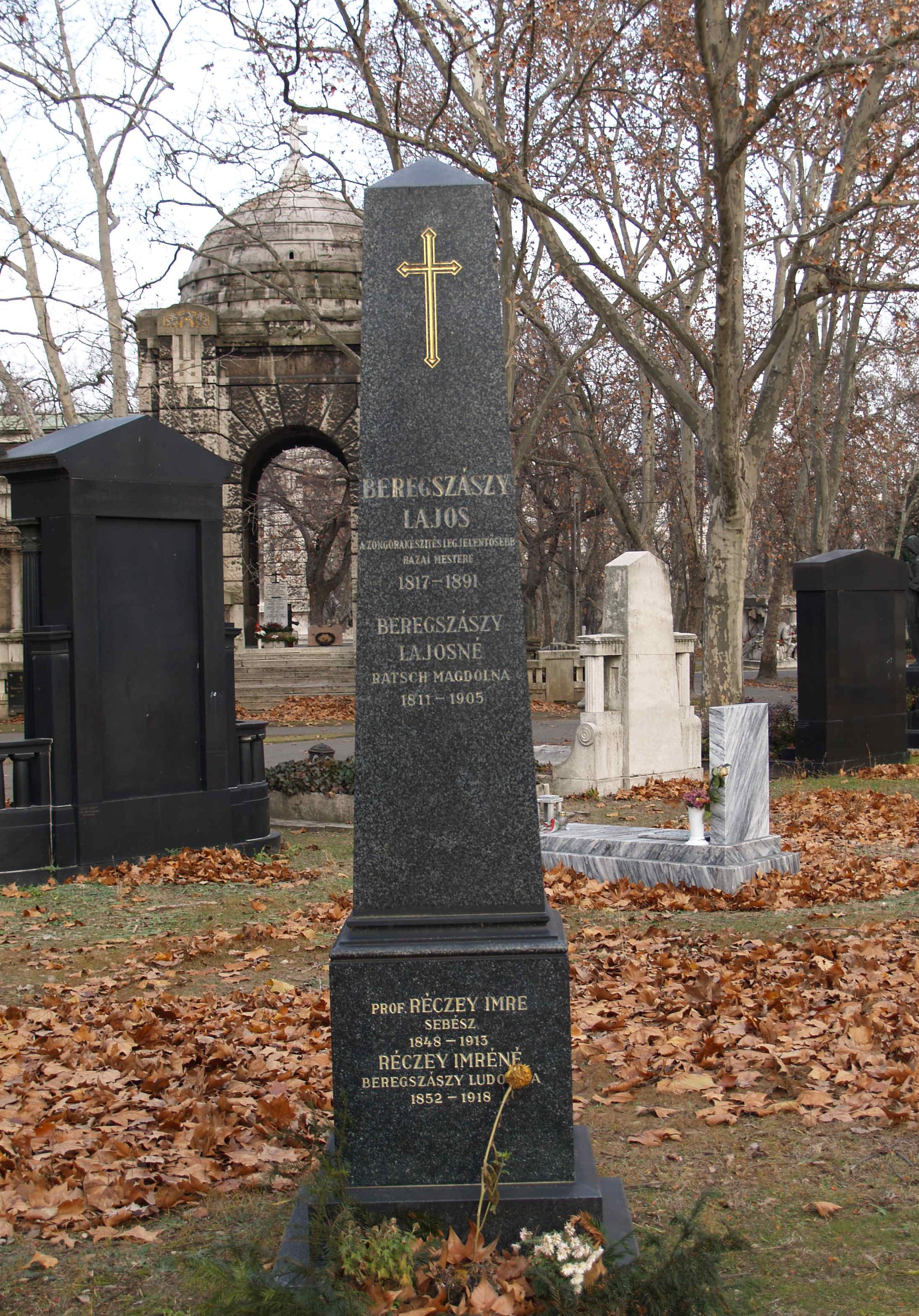
Sírja a Fiumei úti sírkertben (19/1-1-14)

## Művei
- Csontok rosszindulatú álképletei (Budapest, 1876)
- A tábori sebészet az utolsó 150 év alatt Poroszországban (Orvosi Hetilap, 1876)
- Az idült csípőizületi lob kezelésének mai elvei (1883)
- A vese kiirtásáról (Budapest, 1883)
- A mai sebészet fejlődése (Orvosi Hetilap, 1885)
- A bőralatti veserepedésekről (1890)
- A sebészeti gümős betegségek (Klinikai Füzetek, 1890)
- Sebgyógyítás drain nélkül (Orvosi Hetilap, 1895)
- Jegyzetek az általános sebészetből (Budapest, 1900)
- A sebészet újabbkori fejlődése (Budapest, 1910)